# Ksenija (opera)
Ksenija je opera enodejanka Viktorja Parme. Libreto je napisal leta 1896 Fran Goestl, prevajalec in zdravnik. Krstna predstava je bila v ljubljanski Operi 5. januarja 1897. Preden je noviteta ugledala luč sveta, je besedilo preoblikoval in izboljšal še Anton Funtek. Zaplet in razplet sta ločena z intermezzom. Po takšni strukturi, ki je bila v tistem času novost, se je Parma po vsej verjetnosti zgledoval pri Mascagniju oziroma pri njegovi Cavalleriji rusticani iz leta 1890, s katero je slednji takrat osvajal operne odre. Ker pa je bil Parma vešč v instumentaciji in melodiki, ni nič čudnega, da je intermezzo takoj med občinstvom postal najbolj priljubljen odlomek iz opere in so ga igrali še nekaj desetletij kasneje. Ksenija pa je bila do druge svetovne vojne poleg Gorenjskega slavčka največkrat izvajano slovensko odrsko-glasbeno delo.

## Osebe
- Aleksij, menih in vitezov brat - tenor
- Ksenija, vitezova nevesta - sopran
- Tatjana, njena družica - mezzosopran
- vitez, Aleksijev brat - bariton
- vojaki, menihi

## Vsebina
Dogajanje enodejanke je postavljeno na prostoru pred cerkvijo, levo stoji gozd, desno pa samostan, iz katerega drži kratek odprt hodnik. Čas dogajanja je srednji vek. 
Iz samostana prihajajo menihi in med zadnjimi tudi Aleksij. Uvodnemu zboru »Slava Bogu na višavi« sledi Aleksijeva arija, iz katere izvemo, da se je v božji hram zatekel zaradi ljubezni.
Hoče še v cerkev, a v tem iz gozda pribežita Ksenija in njena družica Tatjana. Bežita pred vitezom, zato se zatečeta v samostan. Aleksij v Kseniji takoj spozna svojo nekdanjo ljubezen, ona njega ne. Na prošnjo jima menih ponudi zavetje. Prizor se konča s trospevom »Oj hvala, oj hvala«.
Tatjanina arijeta »Ptičica gozdna veselo žgoleva«, ki sledi, domiselno na simbolični ravni opiše Ksenjino življenjsko izkušnjo in jo primerja s ptico v kletki, ki je srečna šele po pobegu. Ksenija Tatjano poprosi, naj se vrne v gozd in opreza za zasledovalci. Na prizorišču ostaneta Aleksij in pribežnica. Pogovor o ljubezni Ksenijo spodbudi, da menihu zaupa, da ne more pozabiti svoje nekdanje ljubezni - Aleksija. To menihu zadostuje, da ji pokaže svoj pravi obraz, v katerem Ksenija prepozna dragega. Presenečena in srečna, toda pove, da ga ne more zaradi greha več ljubiti, ker je menih. Prihiti Tatjana in naznani prihod viteza in zasledovalcev, zato se vsi trije skrijejo v hodniku. Pred končnim razpletom sledi že prej omenjeni intermezzo. Zanimiva zgradba od piana do fortissima, ki se stopnjuje prek 56 taktov, nas pripelje do nastopa viteza z oboroženim spremstvom. Ve, da je nevesta Ksenija v samostanu, zato jo hoče odvesti nazaj v svoj skalni grad, pri čemer ga podprejo vojaki. Ko se napoti v samostan, predenj stopi Aleksij in mu zapre pot. Pove mu, koga išče in ko spozna v menihu svojega osovraženega brata, zasmehuje njega in Ksenijo. V dvospevu »In če me ni ljubila« se brata prepirata, koga bolj ljubi. Spremstvo sprevidi, da vitez postaja razjarjen, ker ne doseže cilja. Pri ponovnem poskusu vstopa v samostan ga Aleksij pahne od sebe, zato vitez izdere najbližjemu vojaku meč ter ga ponudi bratu. Ta ga nad brata noče dvigniti, zato mu ga vitez vrže pred noge in še zadnjikrat pozove na dvoboj. Aleksij nima izbire in se oprošča pred Bogom. Dvoboj se prične. Med dvobojem s hodnika planeta Tatjana in Ksenija, slednja tako nesrečno med oba brata, da jo vitez nehote smrtno rani. Ksenija vzklikne in pade Tatjani v naročje, dvobojevalca takoj povesita meča, Aleksij poklekne poleg ljubljene. Ta oba brata še z zadnjimi močmi pozove k odpuščanju ter izdihne. Zbor menihov v ozadju s ponovljeno besedo mir sklene dejanje.